# Don't Say a Word (singolo)
Don't Say a Word è il primo singolo estratto dall'album Reckoning Night e sesto del gruppo musicale finlandese Sonata Arctica, pubblicato dalla Nuclear Blast il 30 agosto 2004.

## Tracce
1. Don't Say A Word (edit) – 4:12 (Kakko)
2. World In My Eyes (Depeche Mode cover) – 3:58 (Gore)

## Formazione
- Tony Kakko - voce/tastiera
- Jani Liimatainen - chitarra
- Tommy Portimo - batteria
- Marko Paasikoski - basso
- Henrik Klingenberg - tastiera

## Registrazione
- Registrato al Tico Tico Studio da Ahti Kortelainen tra marzo, aprile e giugno del 2004.
- Don't Say A Word mixata da Mikko Karmila ai Finnvox Studios.
- World In My Eyes mixata da Ahti Kortelainen al Tico Tico Studio.
- Masterizzato da Mika Jussila ai Finnvox Studios nel giugno 2004.